# بادي هاكيت
بادي هاكيت (بالإنجليزية: Buddy Hackett) مواليد 31 أغسطس 1924 في بروكلين، الولايات المتحدة - الوفاة 30 يونيو 2003 في ماليبو، الولايات المتحدة، هو ممثل وكوميدي أمريكي بدأ مسيرته الفنية سنة 1950. امتدت مسيرته الفنية لأكثر من 53 عاما.

## الأعمال
- أول هاندز أون ديك
- رجل الموسيقى
- إنه عالم مجنون مجنون مجنون مجنون
- ذا لوف باغ
- حورية البحر
- الببغاء بوللي

## روابط خارجية
- بادي هاكيت على موقع IMDb (الإنجليزية)
- بادي هاكيت على موقع ميوزك برينز (الإنجليزية)
- بادي هاكيت على موقع تيرنر كلاسيك موفيز (الإنجليزية)
- بادي هاكيت على موقع أول موفي (الإنجليزية)
- بادي هاكيت على موقع قاعدة بيانات برودواي على الإنترنت (الإنجليزية)
- بادي هاكيت على موقع قاعدة بيانات الأفلام السويدية (السويدية)
- بادي هاكيت على موقع إن إن دي بي (الإنجليزية)
- بادي هاكيت على موقع أول ميوزيك (الإنجليزية)
- بادي هاكيت على موقع ديسكوغز (الإنجليزية)
- بادي هاكيت على موقع قاعدة بيانات الفيلم (الإنجليزية)